# Asianidia lactea
Asianidia lactea är en insektsart som först beskrevs av Lindberg 1954.  Asianidia lactea ingår i släktet Asianidia och familjen dvärgstritar. Inga underarter finns listade i Catalogue of Life.